# Myxophaga

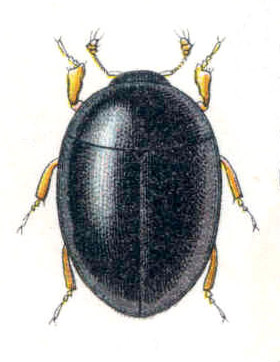
Ufer-Kugelkäfer (Sphaerius acaroides)

Die Unterordnung Myxophaga ist mit nur vier Familien die kleinste Unterordnung der Käfer (Coleoptera). Sie wurde 1955 durch Roy Crowson beschrieben und ist damit die jüngste Unterordnung der Käfer. Die taxonomische Stellung der Gruppe ist gut durch ihre Monophylie und ihr Schwesternverhältnis zur Polyphaga begründet. Fossile Nachweise der Unterordnung sind nicht bekannt.

## Merkmale

### Imagines
Die Käfer sind sehr klein und erreichen maximal eine Körperlänge von 2,7 Millimetern, wobei die meisten Arten sogar noch deutlich kleiner sind. Die Autapomorphieen der Myxophaga umfassen das Fehlen der Galea, das Vorhandensein eines beweglichen Zahns auf der linken Mandibel, die sehr breite Verbindung zwischen den Ventriten des Meso- und Metathorax und den befransten Hinterrand der Hinterflügel. Weitere Merkmale der Unterordnung sind die mehr oder weniger stark keulenförmig verdickten Fühler, die in der Regel weniger als neun Glieder haben, das Vorhandensein der Mola (Kaurand) an den Mandibeln und die freiliegenden Pleura des Prothorax. Die Notopleuralnaht des Prothorax ist ausgebildet, das Ventrit ist sehr kurz, die Einbuchtungen zur Aufnahme der Hüften (Coxen) am Mesothorax sind seitlich geöffnet und bei den meisten Arten durch das Mesepimeron und das Metanepisternum begrenzt und die Hinterflügel sind in Ruhestellung an der Spitze eingerollt. Die Muskulatur des Thorax ist im Vergleich zu den Adephaga und vor allem Archostemata modifiziert. Eine Reihe von Muskeln der drei Thoraxabschnitte sind modifiziert, oder fehlen.

### Larven
Lediglich die Larven der Lepiceridae sind bisher noch unbekannt. Die Larven sind an eine aquatische Lebensweise angepasst. Die Klauen sind bei den Torridincolidae kräftig ausgebildet und sehr stark verlängert. Die Arten der meisten Gattungen dieser Familie tragen lange Haare seitlich am Körper. Die Atmung erfolgt durch innerhalb der Ordnung der Käfer einzigartige Tracheenkiemen. Die Larven der Hydroscaphidae und Torridincolidae haben einen breiten und stark abgeflachten Körper. Weiters ist bei den Larven aller Familien der Kopf verbreitert und der Körper mit schuppenartigen, gezähnten Anhängseln versehen. Die Fühler sind zweigliedrig.

## Lebensweise
Sowohl die Imagines als auch die Larven sämtlicher Arten ernähren sich ausschließlich oder überwiegend von Algen und Blaualgen. Die meisten Arten der Torridincolidae und Hydroscaphidae leben in verschiedenen aquatischen Lebensräumen. Die übrigen beiden Familien, deren Lebensweise nur schlecht erforscht ist, besiedeln feuchte Substrate, vor allem an Flussufern. Die Verpuppung erfolgt innerhalb der Exuvie des letzten Larvenstadiums.

## Taxonomie und Systematik
Die kladistische Untersuchung von Imagines und Larven ergab ein Schwestergruppenverhältnis zwischen den Hydroscaphidae und den Kugelkäfern (Sphaeriusidae), die gemeinsam das Schwestertaxon der Torridincolidae bilden. Die Lepiceridae stehen zu den übrigen drei Familien in einem Schwestergruppenverhältnis. Es ergeben sich somit folgende Verwandtschaftsverhältnisse:
|                         | Torridincolidae Steffan, 1964                                                                              |
|                         | |
|                         | \| \| Hydroscaphidae Leconte, 1874 \| \| \| \| \| \| Kugelkäfer (Sphaeriusidae Erichson, 1845) \| \| \| \| |
| Vorlage:Klade/Wartung/3 | |
|                         | Hydroscaphidae Leconte, 1874                                                                               |
|                         | |
|                         | Kugelkäfer (Sphaeriusidae Erichson, 1845)                                                                  |
|                         | |

|  | Hydroscaphidae Leconte, 1874              |
|  |                                           |
|  | Kugelkäfer (Sphaeriusidae Erichson, 1845) |
|  |                                           |

|                         | Torridincolidae Steffan, 1964                                                                              |
|                         | |
|                         | \| \| Hydroscaphidae Leconte, 1874 \| \| \| \| \| \| Kugelkäfer (Sphaeriusidae Erichson, 1845) \| \| \| \| |
| Vorlage:Klade/Wartung/3 | |
|                         | Hydroscaphidae Leconte, 1874                                                                               |
|                         | |
|                         | Kugelkäfer (Sphaeriusidae Erichson, 1845)                                                                  |
|                         | |

|  | Hydroscaphidae Leconte, 1874              |
|  |                                           |
|  | Kugelkäfer (Sphaeriusidae Erichson, 1845) |
|  |                                           |

Im Juni 2021 wurde die Erstbeschreibung der fossilen Gattung Triamyxa veröffentlicht, eines rund 1,5 Millimeter langes Käfers, der in einem Archosaurier-Koprolith entdeckt worden war.

## Belege